# Ina Kleber
Ina Kleber (Greiz, 29 settembre 1964) è un'ex nuotatrice tedesca orientale.

## Carriera
Fortemente specializzata nel dorso, annovera nel proprio palmarès una medaglia d'argento ai Giochi Olimpici, una medaglia d'argento conquistata ai campionati mondiali e quattro medaglie d'oro agli europei.

## Palmarès
- Giochi olimpici estivi

Mosca 1980: argento nei 100m dorso.
- Mondiali

Guayaquil 1982: argento nei 100m dorso.
- Europei

Spalato 1981: oro nei 100m dorso e nella 4x100m misti.
Roma 1983: oro nei 100m dorso e 4x100m misti.